# Bénédicte Seguin
‘Bénédicte Seguin’ est un cultivar de rosier obtenu en 1918 par le rosiériste lyonnais Joseph Pernet-Ducher qui fait partie de la longue série des descendants de Rosa foetida créés par ce fameux obtenteur, à la recherche d'une rose jaune idéale.

## Description
Cet hybride de thé présente de grandes fleurs en coupes pleines (26-40 pétales) de couleur jaune aux reflets cuivrés. Elles sont légèrement parfumées et fleurissent jusqu'aux premières gelées.
Son buisson érigé se dresse jusqu'à 120 cm avec un feuillage vert bronze. Cette variété résiste au froid (-20°).
Elle a donné naissance à ‘Angèle Pernet’ (Pernet-Ducher, 1924). Elle n'est presque plus commercialisée. On peut l'admirer à l'Europa-Rosarium de Sangerhausen.